# Ото IV фон Цинцендорф-Потендорф
Ото IV фон Цинцендорф-Потендорф (на немски: Otto IV, Freiherr von Zinzendorf-Pottendorf) от стария австрийски благороднически род Цинцендорф е фрайхер на Цинцендорф и Потендорф в Долна Австрия (родът Цинцендорф не трябва да се бърка с фамилията „фон Зинцендорф“ („ Sinzendorf“)).

## Биография
Роден е на 29 юни 1547 година. Той е единственият син на фрайхер Йохан фон Цинцендорф-Потендорф, господар на Файзтритц, Кюнринг, Потендорф и Шарфег, и съпругата му Барбара Бек.
Ото IV умира през 1605 г. на 57-годишна възраст.
Родът Цинцендорф и Потендорф е споменат за пръв път в документи през 1114 г. На 2 юли 1460 г. императорският съветник и хауптман Георг фон Цинцендорф († 1535), женен от 1442 г. за наследничката фрайин София фон Потендорф, е издигнат от император Максимилиан I на австрийски фрайхер. На 16 ноември 1662 г. родът е издигнат на австрийски графове.

## Фамилия
Ото IV фон Цинцендорф-Потендорф се жени 1592 г. за София фон Пуххайм († 1639) и има една дъщеря:
- Елизабет Кристина фон Цинцендорф-Потендорф († 27 юли 1652, Виена), омъжена 1625 г. за Волф Кристоф фон Фолкра († 26 февруари 1638); родители на:
  - Поликсена Елизабет фон Фолкра († 22 август 1667), омъжена на 22 юни 1658 г. във Виена за фрайхер Ото Кристоф Тойфел фон Гундерсдорф (* 15 декември 1624; † 26 август 1690)

## Галерия
- Гербът на фрайхерен фон Цинцендорф
- Гербът на род Цинцендорф
- Гербът на графовете фон Цинцендорф и Потендорф